# 浦添ようどれ

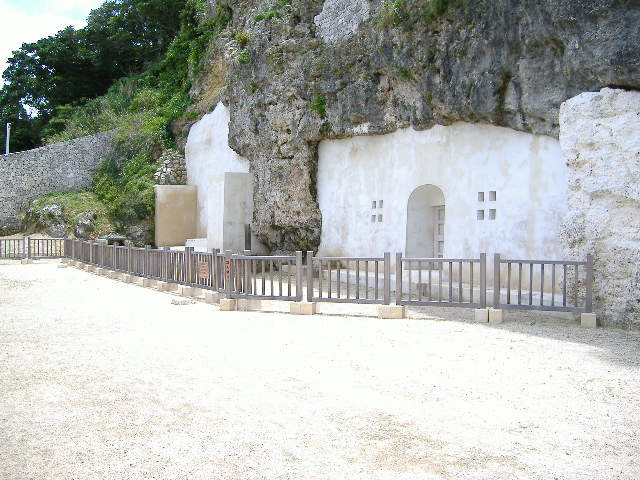
浦添ようどれ

浦添ようどれ（うらそえようどれ、ウラシーユードゥリ）は、沖縄県浦添市にある琉球王国の陵墓。英祖王と尚寧王が一族と共に葬られているとされる。

## 墓室

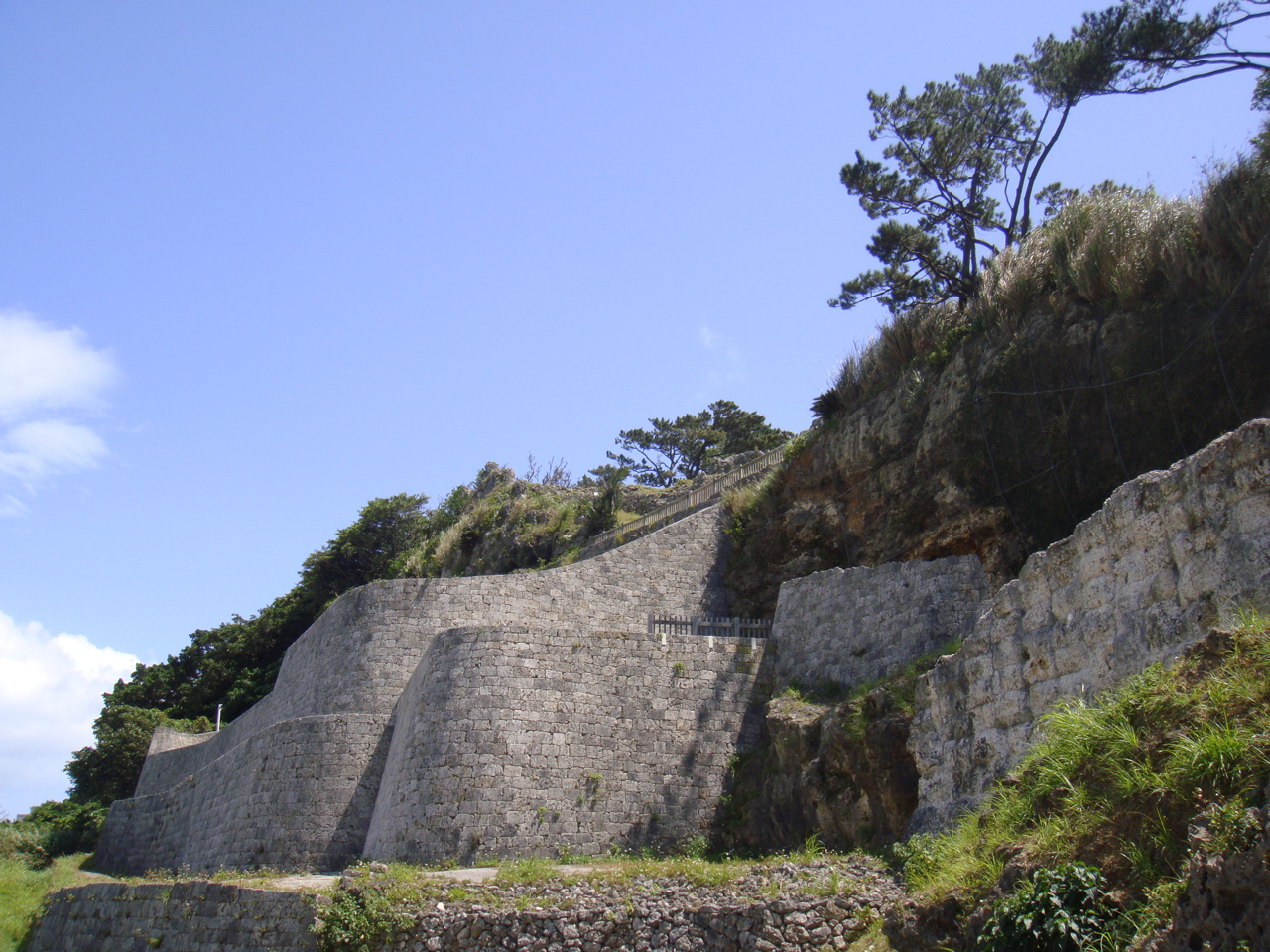
石牆

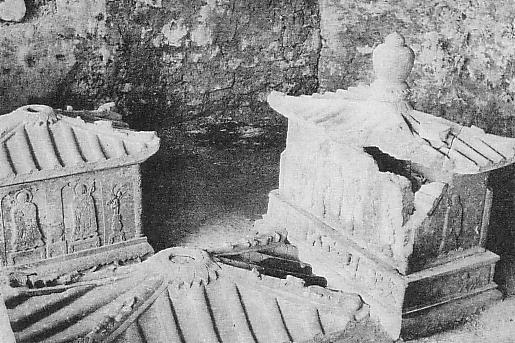
西室（英祖王陵）内の石厨子

国指定史跡の浦添城跡の一部を構成する王墓で、別名を「極楽陵」という。浦添城北側直下にあたる石灰岩丘陵の断崖面中腹（標高約115m）に位置する。ようどれは夕凪の意。
構造は琉球石灰岩の断面を人工的に掘削した二つの横穴からなり、その前面に高い石垣を設けて一番庭（いちばんなー）と呼ばれる墓庭としている。二つの墓室のうち、向かって右側に位置する西室が英祖王陵、左側の東室が尚寧王陵とされる。このうち東室では尚寧王のものとされる石厨子が発見されているが、西室については英祖王陵とする決定的な証拠は見つかっていない。
一番庭の西側には二番庭（にばんなー）があり、二つの墓庭は「なーか御門（うじょう）」と呼ばれるアーチ門でつながれている。浦添ようどれの入口からは「暗しん御門」（くらしんうじょう）と呼ばれる自然の岩盤を掘削した人工トンネルから入り、二番庭を通って一番庭に入る構造になっていた。
浦添ようどれには「厨子」と呼ばれる蔵骨器が東西の墓室に計10基あり、このうち西室の3基と東室の4基が沖縄県指定有形文化財になっている。
東室（尚寧王陵）の袖石積みには左右一対の石獅子があったが、沖縄戦で右の石獅子は失われている。
戦前墓庭にあった石碑「ようとれのひのもん（極楽山之碑文）」には、「尚寧王は浦添から首里の王位に就かれた。ようどれは英祖王の墓であるからこれをきれいに修理するとともに、祖父（小禄御殿二世・尚弘業、浦添王子朝喬）と父（三世・尚懿王、与那城王子朝賢）の遺骸も葬った。ゆくゆくは尚寧王もここに入るだろう」という趣旨の内容が和文並びに漢文で石碑の表裏にそれぞれ記されていた。

## 歴史
英祖が1261年に築き、尚寧王が1620年に修築したと伝えられる。
発掘調査から、浦添ようどれは最初13世紀に造営されたと考えられ、『琉球国由来記』にある咸淳年間（1265年 - 1274年）に造営されたという記述と矛盾しないことが裏付けられた。癸酉年銘の高麗瓦が発掘されていることから、咸淳9年癸酉（1273年）が造営年として有力視されている。
この初期ようどれ（第1期）造営の後、尚巴志王代（第2期）、尚寧王代（第3期）の二回に渡って、大規模な改修がなされた。西室にある閃緑岩製石厨子は元々あった漆塗板厨子（木製厨子）をこの第2期の改修時に置き換えたものと考えられている。3基の石厨子のうち、一番大きなものが英祖王の石厨子と見なされている。
沖縄戦で大きな損傷を受け、「暗しん御門」（くらしんうじょう）は上部の岩が崩落した。
1955年に琉球政府が墓室の部分の修復を実施。2005年にようどれの復元が完了した。

## 工房跡
二番庭の石積み付近から坩堝（るつぼ）や金床石、鉄滓、釘、飾り金具などが発見されており鉄や銅などの金属製品の工房跡とされている。

## 調査
1996年から2004年にかけ発掘調査が行われた。

## 文化財保護法違反事件
2024年10月3日、スプレーによるものとみられる落書きが発見された。同月、20代の容疑者2人が文化財保護法違反の疑いで逮捕された。